# Yu-Gi-Oh!
Yu-Gi-Oh!, (Japanska för "spelkungen"), är en manga- och animeserie tecknad och skapad av Kazuki Takahashi. Serien publicerades först i Shūkan Shōnen Jump. Serien handlar om den lille pojken Yugi Muto, som är som besatt av spel, och hur han och hans vänner tar sig an mörkrets krafter, ofta i form av urgamla egyptiska väsen som tagit mänsklig form. Historien berättar om hur Yugi i skolan blir mobbad av några större killar men hur han med hjälp av en egyptisk artefakt som kallas Millenniepusslet (en av seriens sju "millennium föremål") väcker till liv en egyptisk faraos ande inom sig, vars själ är bunden till artefakten, som straffar de som förlorar i spel mot honom, dessa spel med höga insatser har igenom mangan och seriens gång kallats för "skuggspel" Eller "mörkt spel ". Senare utvecklas berättelsen till att fokusera mer på spelet Magic and Wizards istället för en variation av olika spel och lekar som i manga-seriens tidiga böcker. Det spelet har även släppts som kommersiell produkt, under namnet "Yu-Gi-Oh! The Trading Card Game".

## Handling
Huvudpersonen Yugi Muto har varit mobbad under större delen av sin skolgång. När han var runt åtta år gammal, fick han ett egyptiskt pussel som kallas för Millenniepusslet, av sin farfar Sugoroku Muto (Solomon Muto). Han försöker lösa det i åtta år utan att lyckas. En dag när Katsuya Jonouchi och Hiroto Honda har retat Yugi, spöar skolans ordningsman upp de två. Den oskuldsfulla och snälla Yugi försöker skydda sina "vänner" och åker även han på stryk. För att inte bli uppspöad i framtiden måste Yugi betala ordningsmannen, men han har inte pengar. Medan han försöker komma på vad han ska göra försöker han lösa pusslet, och till hans förvåning går det plötsligt jättelätt. Han märker dock att en bit saknas och springer till skolan för att leta efter biten. Där träffar han ordningsmannen som vill ha sina pengar, och slår Yugi när han säger att han inte har pengar att ge ordningsmannen. Då kommer Jonouchi och Honda, hans tidigare plågoandar, för att hjälpa honom och Jonouchi lägger den pusselbit som fattades i Yugis hand. När Yugi löser pusslet blir han fylld av uråldrig magi, mörkrets krafter och en egyptisk ande som var instängd i pusslet tar över Yugis kropp. Det är tack vare Millenniepusslet som Yugi får sina vänner: Jonouchi, Honda och Ryo Bakura.
När en person är elak träder pusslets ande fram och tar över Yugis kropp. Han blir då spelkungen, Yami Yugi, och blir längre, får ett skarpare ansikte, och blir betydligt bättre på spel. Han utmanar den elaka personen på ett spel, vilket kan vara allt från brädspel till kortspel. Förloraren utsätts för ett straffspel, exempelvis att få sitt hjärta krossat och sedan tvingas bygga upp det igen. Med tiden blir spelen gradvis både svårare och farligare, och redan på ett tidigt skede i serien så är Yami Yugi en hårsmån från att förlora.
Serien är i början mycket mörkare och Yugi råkar ofta ut för sadister och grovt kriminella. Dessa får också otäcka och ibland blodiga slut som att bli uppätna levande, förlora sin själ eller brinna upp.

## Figurer
- Yugi Muto är seriens hjälte. Han är en kortväxt spelnörd med få vänner, men genom seriens gång får han flera nära vänner genom sitt mod och sin medmänsklighet.
- Yami Yugi är anden som lever inne i Millenniepusslet. Till skillnad från Yugi är han hårdförd och ofta sadistisk emot de olika plågoandar som Yugi råkar ut för.
- Anzu är en av Yugis klasskompisar som han är hemligt förälskad i.
- Jonochi var skolans mobbare och med ett kriminellt förflutet.
- Honda blir en av Yugis vänner efter att Yugi försvarat honom mot ordningsmannen.
- Seto Kaiba är ett underbarn som tagit över sin adoptivfars spelkoncern. Han är besatt av spelet Magic and Wizards (en hommage till Magic: The Gathering) och blir Yugis fiende efter att ha försökt stjäla ett sällsynt kort ifrån Sugoroku. Med tiden tvingas Kaiba att samarbeta med Yugi, men rivaliteten består.
- Mokuaba Kaiba, Setos lillebror.
- Sugoroku Muto, Yugis excentriske farfar som driver en spelbutik.
- Ryo Bakura är en ny elev i Yugis klass som gillar rollspel. Han äger Millennieringen och är en slags mörk spegelbild av Yugi: likt Yugi är han oskuldsfull och hemsökt av en ond ande. Denne ande är seriens huvudsakliga antagonist och vill samla alla Millennieföremål för att tvinga hela världen under sitt mörker.
- Shadi är en egyptier som beskyddar Egyptens ruiner och kulturskatter från plundrare. Han äger Millennienyckel och Millennievågen med vilka han kan besöka människors själar, i form av ett symboliskt rum och bedöma deras handlingar, likt guden Anubis.
- Pegasus J. Crawford, uppfinnaren av kortspelet Magic and Wizards som vill stjäla Millenniepusslet.

## Manga
Omfång: 38 volymer varav 30 översatta till svenska (januari 2010)

Författare: Kazuki Takahashi

Ursprunglig publikation: 1996-2004

Svensk publikation: 2004 - 2009

Översättare: Magnus Johansson

Svenskt förlag: Bonnier Carlsen

Läsriktning: Som vanlig manga, från höger till vänster.
Gällande den svenska utgivningen av mangan så publicerades Yu-Gi-Oh!s första kapitel i tidningen Shonen Jump under hösten 2004 samtidigt med de 7 första volymerna från Bonnier Carlsen. Efter kapitel ett hoppade man direkt till kapitel 60 (volym 8). Under 2006 gav Bonnier Carlsen ut volym 8-12. När Shonen Jump i nr. 9 2006 återigen gjorde ett stort hopp i handlingen började Bonnier Carlsen att ge ut Yu-Gi-Oh! ungefär varannan månad.

## Anime
Två animes har gjorts. Den första producerades av Toei Animation och sändes genom TV Asahi mellan den 4 april 1998 - 10 oktober 1998 och pågick i 27 avsnitt. Fans refererar ofta till serien som "Den första säsongen" eller "Säsong noll". Serien är löst anpassade berättelser från de första sju volymerna av mangan. Denna anpassning har aldrig släppts utanför Japan. Denna serie är en starkt förkortad version av mangan och hoppar över många kapitel och ändrar ofta på detaljer i mangans berättelse. Bland annat ges figuren Miho Nosaka en större del i animens handling, jämfört med mangan där hon enbart var en biroll.
Den andra animeversionen som gjorts heter "Yu-Gi-Oh! Duel Monsters" och har blivit dubbad till svenska och sänts på kanalerna TV4 och TV4 plus.

## Spelkort

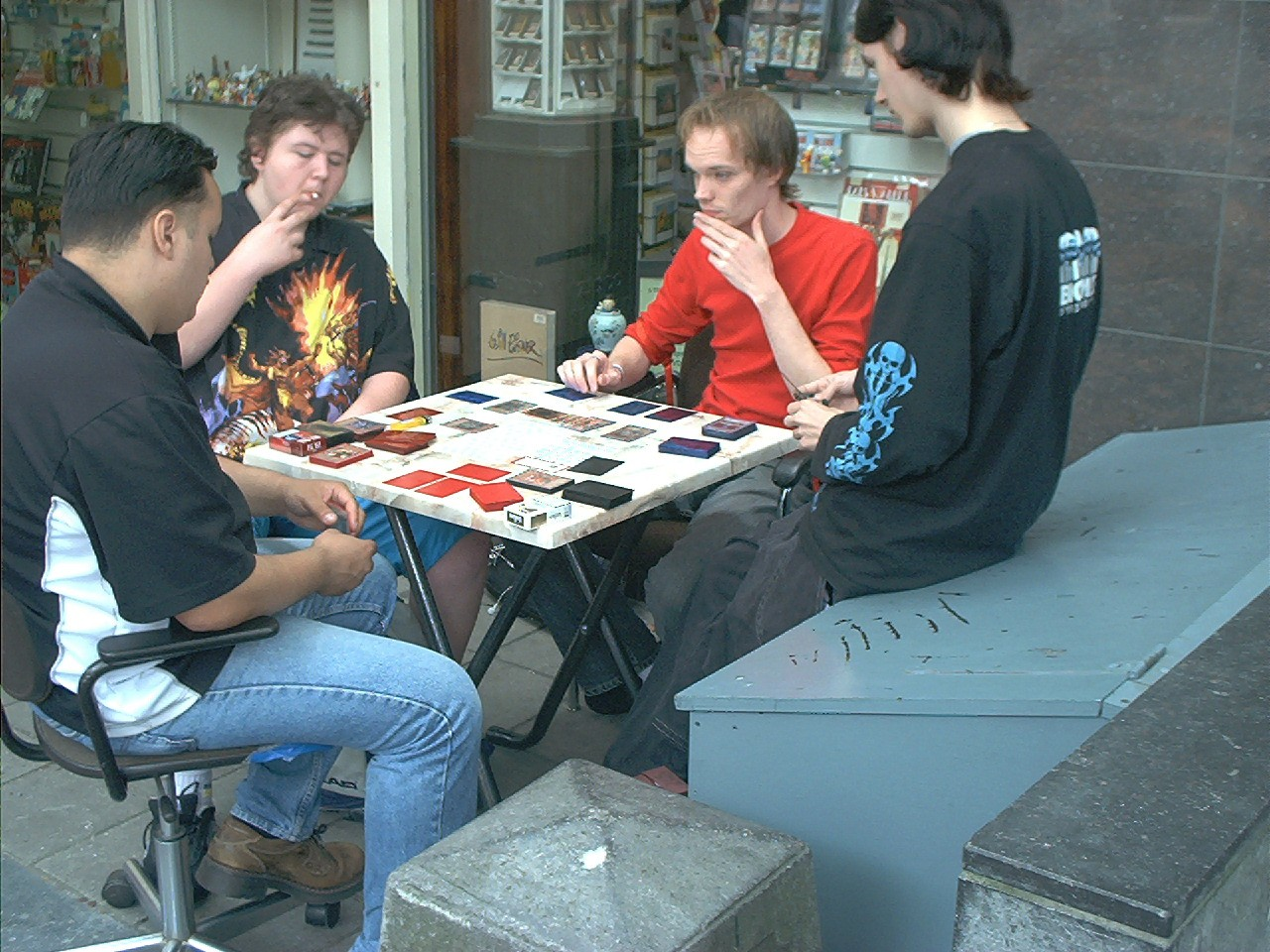
En omgång av kortspelet Yu-Gi-Oh!

Sedan 2004 finns samlarkort med Yu-Gi-Oh! och det har anordnats SM varje år sedan dess.[källa behövs] Det finns över tusen olika monster och magikort och spelet är mycket populärt i många länder. Kortspelet är baserat på spelet Magic and Wizards som förekommer i mangan och följer de regler som Kazuki Takahashi hittade på.
Man kan köpa booster paket som innehåller 3, 5, 9 eller 25 kort i varje (det varierar från vilket paket man köper), färdiga kortlekar finns också att köpa som oftast består av en 40 korts kortlek, en spelmatta av papper och en regelbok.
Yu-Gi-Oh! är det näst mest sålda kortspelet i världen efter Magic: The Gathering, med flera paket och kortlekar sålda om dagen.[källa behövs]